# Đèo Phượng Hoàng
Đèo Phượng Hoàng là đèo trên quốc lộ 26 ở huyện M'Drắk, tỉnh Đắk Lắk gần ranh giới với tỉnh Khánh Hòa .
Đèo có chiều dài 12 km. Đèo ở phía đông xã Ea Trang, huyện M'Drắk, tỉnh Đắk Lắk, giáp với xã Ninh Tây, thị xã Ninh Hòa, tỉnh Khánh Hòa.
Đèo cách thị xã Ninh Hòa 12°28′37″B 109°07′41″Đ / 12,47708°B 109,12818°Đ cỡ 35 km, cách thị trấn M'Drắk 12°45′24″B 108°44′11″Đ / 12,756774°B 108,736377°Đ cỡ 30 km. Trước đây đường đèo này rất nguy hiểm, nhưng hiện tại đã được cải tạo nhiều và mở rộng tầm nhìn tại các khúc quanh.

## Một số nét lịch sử
Trong những năm Chiến tranh Việt Nam, Quân đội Hoa Kỳ đã rải rất nhiều chất phát quang ở đây, khiến một thời gian rất lâu sau chiến tranh, các quả đồi vẫn trơ trụi cây cối, chỉ có cỏ ba cạnh và cỏ tranh ngút ngàn. Trong những năm gần đây nhờ, sự nỗ lực của những người dân M'Drắk và ngành lâm nghiệp tỉnh, đèo đã dần xanh trở lại.
Chính trên con đèo này, trong tháng 3 năm 1975, Quân đội Nhân dân Việt Nam đã có một chiến thắng quan trọng, đánh bại cuộc nhảy dù quy mô lớn, hòng chuẩn bị cho cuộc tái chiếm Buôn Ma Thuột của Quân lực Việt Nam Cộng hòa, khiến phía Việt Nam Cộng hòa phải rời bỏ Tây Nguyên, tháo chạy về đồng bằng và dẫn đến thất bại hoàn toàn.

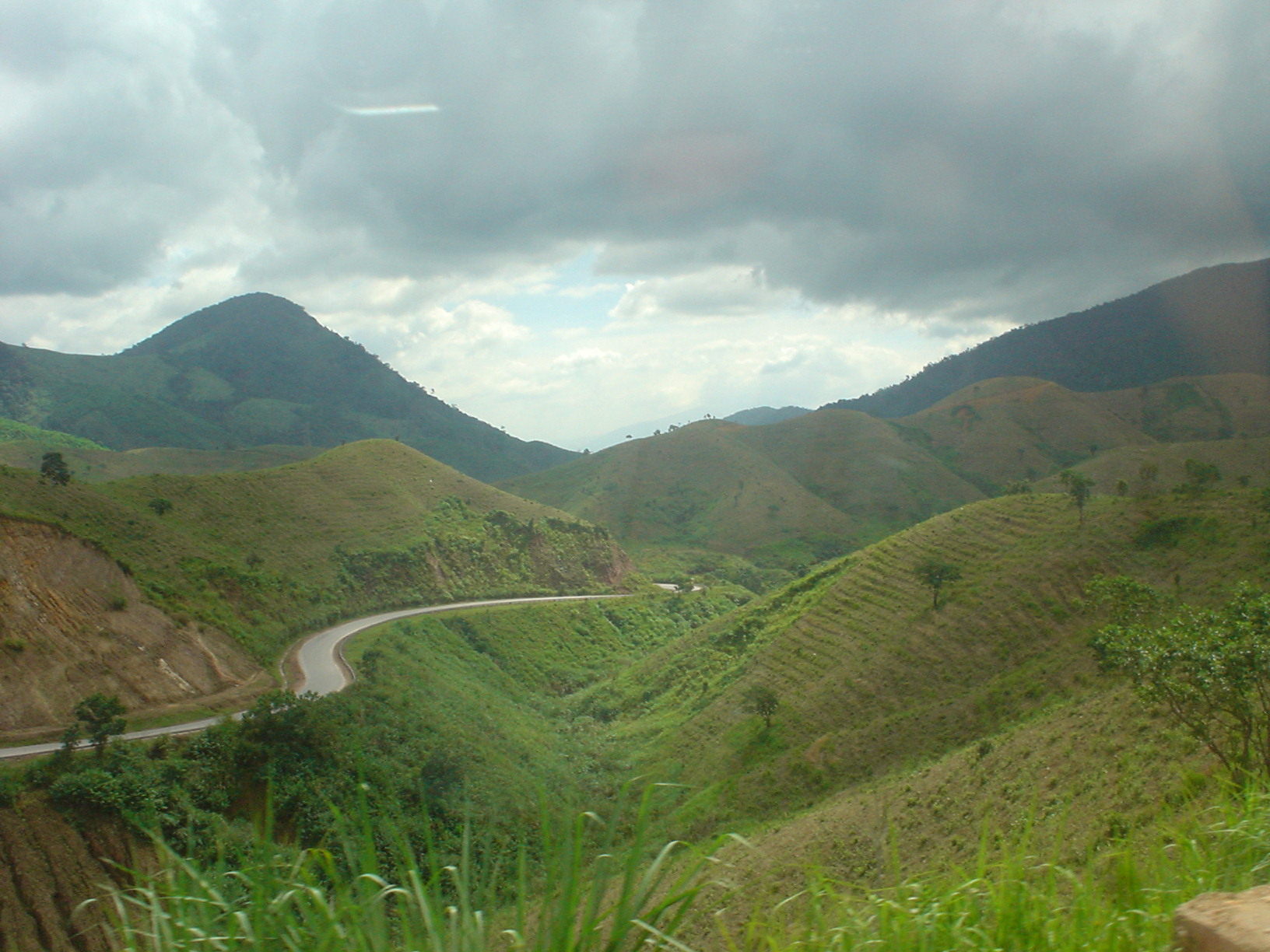
Một góc của đèo Phượng Hoàng
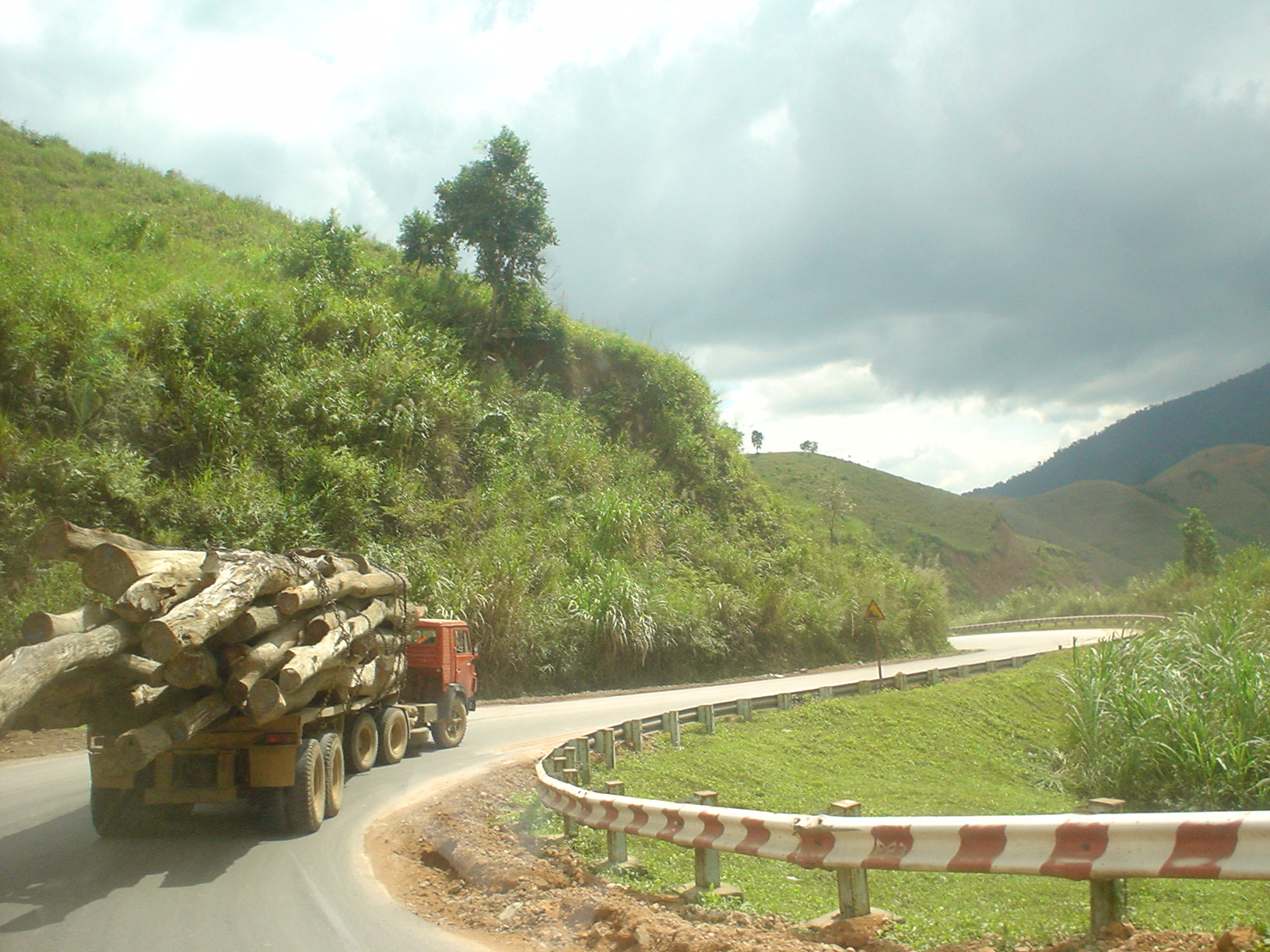
Xe gỗ qua đèo Phượng Hoàng về xuôi